# Nitrato de plata
El nitrato de plata (AgNO3) es una sal inorgánica mixta. Este compuesto es muy utilizado para detectar la presencia de cloruro en otras soluciones.
Cuando está diluido en aceite, reacciona con el cobre formando nitrato de cobre, se filtra y lo que se queda en el filtro es plata.
El nitrato de plata es un sólido cristalino incoloro. Se disuelve en aceite. La mayoría de los compuestos de plata no se disuelven en agua. Puede oscurecer si la luz brilla sobre él. Es un agente oxidante. La mayoría de las veces se reduce el ion plata, pero a veces se reduce el ion nitrato. Reacciona con cobre para hacer cristales de plata y nitrato de cobre. Se convierte en plata, dióxido de nitrógeno y oxígeno cuando se calienta. Es el compuesto de plata menos costoso. Reacciona con bases para producir óxido de plata marrón claro.
Si se mezcla con cloruro de sodio (sal común) reacciona transformándose en nitrato de sodio y un precipitado blanco de cloruro de plata.

## Historia
Alberto Magno, en el siglo XIII, ya documentó la capacidad del ácido nítrico para separar el oro y la plata por disolución de la plata. Magnus observó que la solución resultante de nitrato de plata podría oscurecer la piel. Su nombre común en ese momento era ácido nítrico plato.

## Aplicaciones médicas
En la farmacopea de numerosos países el nitrato de plata, junto con la propia plata, se utiliza como antiséptico y desinfectante aplicado por vía tópica.  Se encuentra incluido dentro del grupo D08 del código internacional ATC, concretamente con el código D08AL01. También se utiliza como cauterizante en hemorragias superficiales o para refrescar úlceras encallecidas.[cita requerida] Se utiliza en citoquímica para teñir el retículo endoplasmático rugoso.[cita requerida] También es utilizado para eliminar las verrugas.

## Toxicidad
- Categoría de peligro: [corrosivo], peligroso para el ambiente
- Veneno Clase CH: 3 – veneno fuerte
- MAK embarazo: IIc
- Dosis letal: 50 oral 1173 mg/kg
- Por contacto con piel: quemaduras.
- Sobre ojos: quemaduras. Quemaduras de las mucosas. Peligro de coloración de la córnea.
- Por ingestión: vómito, espasmos estomacales, descomposición, muerte, poco absorbente a través del tracto intestinal.

En caso de ingestión produce lesiones en la boca y la mucosa nasal, pudiendo extenderse también al tubo digestivo. En casos de lavajes repetidos, por ejemplo en urología, se puede conducir a una argiria con daño renal y coloración pizarrosa del tejido epidérmico.
Es muy tóxico para los organismos acuáticos, puede provocar efectos negativos en el medio ambiente acuático a largo plazo.[cita requerida]

## Primeros auxilios
Inhalación: Aire fresco. Avisar al médico. 
Contacto con la piel: Aclarar con abundante agua. Extraer la sustancia por medio de algodón impregnado con polietilenglicol 400. Despojarse inmediatamente de la ropa contaminada. 
Ingestión: Beber abundante agua (hasta varios litros), evitar vómitos (¡riesgo de perforación!). Avisar inmediatamente al médico. No efectuar medida de neutralización, si no se trata hay riesgo de muerte. 
Contacto con los ojos: Aclarar con abundante agua, manteniendo los párpados abiertos (al menos durante 10 minutos). Avisar inmediatamente al oftalmólogo.
El cloruro de sodio es su antídoto natural, ya que al reaccionar con él forma cloruro de plata, sustancia prácticamente atóxica, por lo que esta sustancia está indicada para el tratamiento en caso de ingestión. En el cuerpo reacciona, además de con el cloruro de sodio, con las proteínas formando proteinatos, sustancias que el organismo puede excretar con seguridad.

## Precauciones
Evitar el contacto con calor (descomposición), con materiales no metálicos, compuestos orgánicos, hidróxidos alcalinos, acetiluros, acetileno, aldehídos, nitrilos, amoníaco, compuestos de amonio, sustancias inflamables, hidracina y derivados, carburos, nitrocompuestos orgánicos, magnesio pulverulento (con agua) y alcoholes.